# Henry Moseley
Henry Moseley (Weymouth, Dorset, UK 23. studenog 1887. – Galipolje, Turska, 10. kolovoza 1915.), engleski fizičar. Studirao u Oxfordu, a od 1910. radio u sveučilišnom laboratoriju u Manchesteru, koji je vodio E. Rutherford. Pokusima je dokazao jednostavnu vezu između emisijskoga rendgenskog spektra kemijskog elementa i njegova atomskog (rednog) broja; što je redni atomski broj elementa veći, to su valne duljine pojedinih linija u njegovu rendgenskome spektru kraće (Moseleyjev zakon, 1913.).

## Povijest alfa-čestica
Početkom 20. stoljeća bilo je poznato 5 radioaktivnih elemenata: uranij, torij, polonij, aktinij i radij. Među njima najviše se upotrebljavao radij i to za liječenje raka. Iz radija i njegovih kemijskih spojeva stalno se razvijao jedan plin, koji je isto bio radioaktivan, a nazvan je radijeva emanacija ili radon. Osim radona nastajao je i helij. Iz toga se zaključilo da se radij, ali i svi ostali radioaktivni elementi, pretvaraju u druge elemente s manjom težinom i pri tom postupku zrače. Uočeno je također da je ta prirodna radioaktivnost svojstvena atomima s najvećim atomskim masama i da je to proces koji se dešava u unutrašnjosti atoma, znači ne ovisi o vanjskim utjecajima, kao što su tlak, temperatura ili neka kemijska reakcija.
Već 1900. bilo je poznato da jedan dio radioaktivnog zračenja može da skreće u magnetskom polju. E. Rutherford je na osnovu ispitivanja prolaza radioaktivnih zraka kroz tanke listiće aluminija utvrdio da kod zračenja uranijevih spojeva postoje dvije vrste zraka. Onu vrstu zraka koje ne mogu da prođu kroz aluminijsku pločicu debljine 0,02 mm nazvao je alfa-česticama, a onu vrstu koja je prolazila i kroz deblje slojeve nazvao je beta-česticama. Iste godine francuski znanstvenik P. Villard je otkrio i treću vrstu radioaktivnog zračenja, za koju se utvrdilo da ima veliku prodornu moć i da ne skreće u magnetskom polju, a nazvane su gama-česticama. Na osnovu skretanja u magnetskom polju, utvrdeno je da alfa-čestice imaju pozitivni električni naboj, a beta-čestice negativan električni naboj.
1908. su E. Rutherford i H. Geiger mjerenjem utvrdili da alfa-čestice imaju dvostruki električni naboj, a da im je masa jednaka četverostrukoj masi atoma vodika. Kada alfa-čestica privuče dva elektrona, ona prelazi u atom helija. Iz toga je Rutherford zaključio da su alfa-čestice ustvari ioni helija ili samo atomska jezgra helija. Za beta-čestice se utvrdilo da se u magnetskom i električnom polju ponašaju isto kao i katodne zrake ili elektroni. To znači da su beta-čestice ustvari elektroni velikih brzina, ali za razliku od elektrona u elektronskom omotaču atoma, nastaju iz atomske jezgre.

### Pokus s alfa-česticama i zlatnim listićem
Pokus s alfa-česticama i zlatnim listićem je bio jedan od najznačajnih pokusa u nuklearnoj fizici, jer je to bio prvi dokaz da u atomu postoji atomska jezgra. Rutherford okuplja plodan tim istraživača, među kojima su H. Geiger, Ernest Marsden, G. Hevesy, H. Moseley, a nekoliko je godina dio tima bio i N. Bohr.
Ključni se pokus za to otkriće dogodio 1909. kada su znanstvenici vrlo tanku zlatnu foliju izložili djelovanju alfa-čestica. Thompsonov model atoma je predviđao će alfa-čestice proći kroz tanki metalni film i raspršiti se pod određenim malim kutovima. No, na veliko je iznenađenje istraživačkoga tima ustanovljeno raspršenje i pod velikim kutovima, a neke su se helijeve jezgre od metalne folije odbile potpuno unatrag. Rutherford je to usporedio s vjerojatnošću da list papira odbije topovsku kuglu. Rezultat je pokusa vodio prema novom modelu atoma, koji je Rutherford predložio 1911.: atom se sastoji od središnjega naboja okruženoga sferičnom raspodjelom naboja suprotnoga predznaka. U početku se pretpostavljalo da su i elektroni građevne čestice atomske jezgre, pa je u modelu za atom dušika rednoga broja 7 bilo pretpostavljeno da u jezgri ima 21 česticu, i to 14 protona i 7 elektrona, a u elektronskom omotaču još 7 elektrona.